# Grève de février 1900 en Martinique
La grève de février 1900 en Martinique est une grève de la population agricole de la Martinique. Elle a débuté dans la région de Saint-Marie et a duré entre le 5 et 13 février 1900. Le 8 février, 10 ouvriers d'usines sont fusillés par la gendarmerie lors d'une manifestation devant une usine du François,.